# Scotolemon piochardi
Scotolemon piochardi is een hooiwagen uit de familie Phalangodidae.